# 青銅比例
青銅分割率，又稱青銅比例、青銅分割， 是一個無理數的數學常數 ，定義為以下的數值：
{\displaystyle {\frac {3+{\sqrt {13}}}{2}}:1}
青銅比例是二次方程式{\displaystyle x^{2}-3x-1=0}的正根：
{\displaystyle {\frac {3+{\sqrt {13}}}{2}}=3.3027756377\ldots }
青銅比例的連分數表達式為：
{\displaystyle 3+{\cfrac {1}{3+{\cfrac {1}{3+{\cfrac {1}{3+{\cfrac {1}{\ddots }}}}}}}}}

## 關聯項目
- 貴金屬分割
  - 黄金分割
  - 白銀分割

## 外部連結
- （日語）デザインの基礎、黄金比から大和比、第2黄金比まで （页面存档备份，存于）